# Poropuntius angustus
Poropuntius angustus är en fiskart som beskrevs av Maurice Kottelat 2000. Poropuntius angustus ingår i släktet Poropuntius och familjen karpfiskar. IUCN kategoriserar arten globalt som otillräckligt studerad. Inga underarter finns listade i Catalogue of Life.